# Луиш I
Луиш I (31 октомври 1838 – 19 октомври 1889) – крал на Португалия от ноември 1861, като управлява до октомври 1889. Той принадлежи към рода Сакс-Кобург и Гота, като официално е считан за представител на династията Браганса.
Рожденото му име е:
Луиш Филипе Мария Фернандо Педро де Алкантара Антонио Мигел Рафаел Габриел Гонзага Шавиер Франсишко де Асиш Жуан Аугущо Жулио Валфандо де Сакс-Кобург-Гота и Браганса

## Произход
Баща му е Фердинанд II, а майка му Мария II.

## Управление и брак
Наследява на престола брат си Педру V.
Луис I се жени за италианската принцеса Мария Пия Савойска. Заедно те имат двама сина:
- Карлуш I (1863 – 1908) – крал на Португалия
- Афонсу (1865 – 1920)